# Malagidris
Malagidris (лат.) — род мелких муравьёв из подсемейства мирмицины. Эндемики Мадагаскара. 6 видов.

## Распространение
Мадагаскар.

## Описание
Муравьи мелкого и среднего размера (5—8 мм), желтого цвета. Усики 12-члениковые, булава 3-члениковая. Скапус длинный, голова вытянутая. Жвалы треугольные, с 8—13 зубцами. Нижнечелюстные щупики 5-члениковые, нижнегубные щупики состоят из 3 сегментов. В середине на переднем крае клипеуса расположена одна щетинка. Заднегрудка с двумя длинными проподеальными шипиками. Стебелёк между грудкой и брюшком состоит из двух члеников: петиолюса и постпетиолюса (последний четко отделен от брюшка), жало развито, куколки голые (без кокона). Земляные муравейники Malagidris sofina имеют воронковидные входы. Malagidris belti гнездятся в земле в горных тропических дождевых лесах, фуражируют в подстилочном лесном слое.

## Систематика
Включён в группу родов Eutetramorium вместе с родами Myrmisaraka, Royidris и Vitsika. Внешне напоминают муравьёв Aphaenogaster (но у последних 4—5 члениковая булава усиков и две, а не одна щетинка на переднем крае клипеуса, как у Malagidris). Род Malagidris был впервые описан в 2014 году английским мирмекологом Барри Болтон (The Natural History Museum, Лондон, Великобритания) и американским энтомологом Брайаном Фишером (B. L. Fisher; Department of Entomology, California Academy of Sciences, Сан-Франциско, Калифорния, США).
- Malagidris alperti Bolton & Fisher, 2014
- Malagidris belti (Forel, 1895)
  - = Aphaenogaster belti Forel, 1895
- Malagidris dulcis Bolton & Fisher, 2014
- Malagidris galokoa Bolton & Fisher, 2014
- Malagidris jugum Bolton & Fisher, 2014
- Malagidris sofina Bolton & Fisher, 2014